# Monte Otoio
El monte Otoio es una elevación del terreno del norte de la península ibérica. Se encuentra en la provincia de Vizcaya.

## Toponimia
El lugar puede aparecer referido como «Otoio», «Otoño» y «Otoyo».

## Descripción
El monte, costero, está situado en la provincia española de Vizcaya, en las inmediaciones de las localidades de Lequeitio é Ispáster. Aparece descrito en el duodécimo volumen del Diccionario geográfico-estadístico-histórico de España y sus posesiones de Ultramar de Pascual Madoz con las siguientes palabras:

OTOÑO llamado vulgarmente OTOYO: monte de Vizcaya, entre Lequeitio (1/4 leg.), é Isparter. Es bastante elevado hácia la parte N. que mira al mar, de modo que sirve de guia á los marineros: toda estaba banda se compone de locas escarpadas, muy peligrosas en su tránsito, y se cuenran algunas desgracias á que han dado orígen la imprudencia ó temeridad de los que se han atrevido á descender por ecla. La parte mas baja, que mira á Lequeitio, está cultivada de viñedo, cereales y algunos castaños: la alta se halla inculta y solo produce argomas y yerbas que se aprovechan para los ganados de los cas. inmediatos.
(Madoz, 1849, p. 414)